# Rudolph Matthias Dallin
Pour les articles homonymes, voir Dallin.

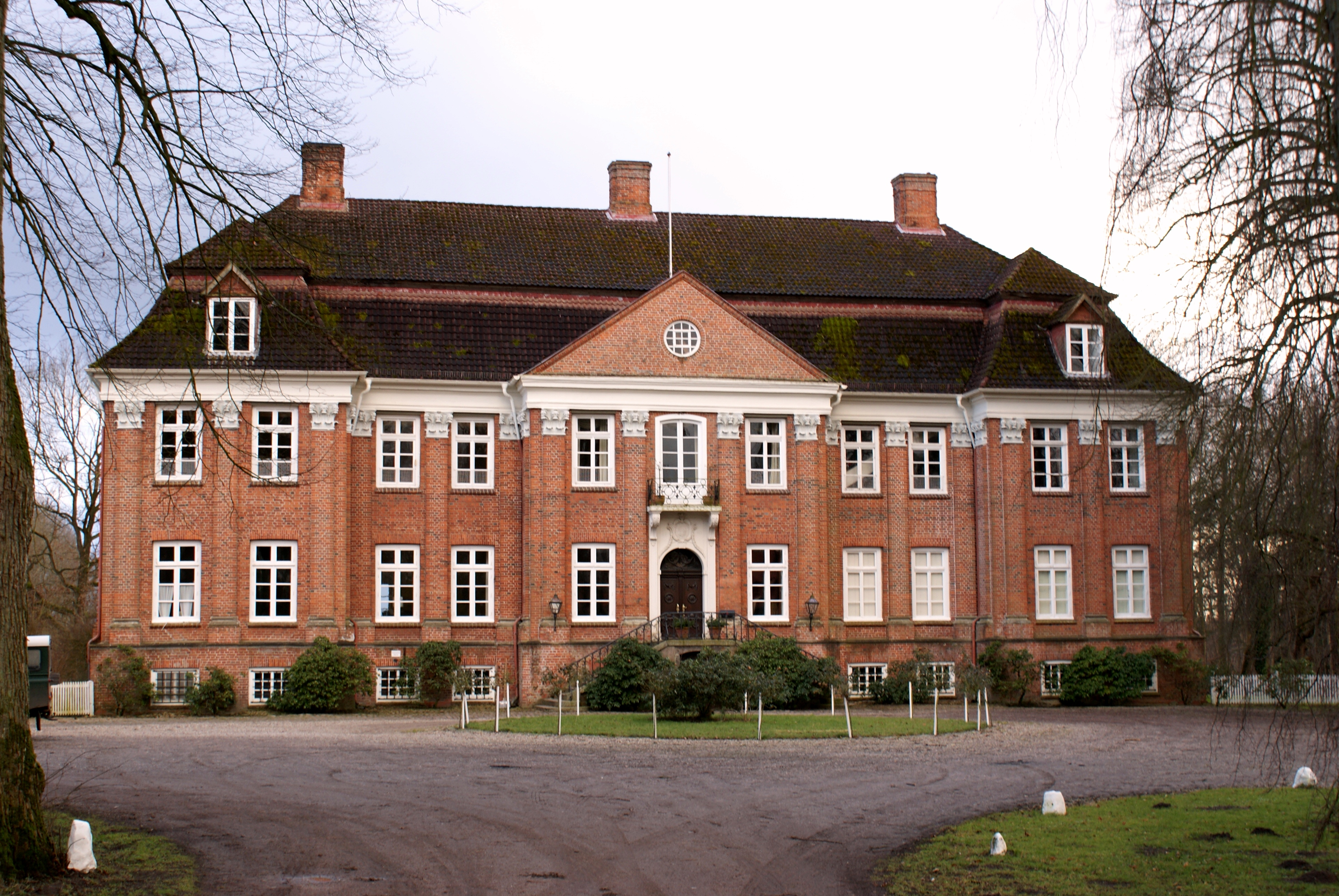
Manoir de Pronstorf

Rudolph Matthias Dallin, né vers 1680 en Poméranie suédoise et mort en 1743, est un architecte baroque suédo-allemand. Il fonde l'école baroque d'Eutin et construit nombre de châteaux et manoirs dans les duchés du Schleswig et du Holstein. Il est aussi nommé capitaine du génie de l'armée royale de Suède.
Il épouse en 1720, Dorothea Röhling, fille du secrétaire de la chambre du prince-évêque de Lübeck qui lui donne quatre enfants.

## Œuvres principales
- Château d'Eutin, 1716-1727
- Manoir de Pronstorf (de), 1716-1728
- Manoir de Rastorf, 1723-1729
- Domaine de Rixdorf
- Bâtiments agricoles et communs du château de Waterneverstorf
- Château de Güldenstein, 1726
- Château de Johannstorf, 1743